# Dina (cantora)
Dina, nome artístico de Ondina Maria Farias Veloso (Carregal do Sal, 18 de junho de 1956 — Lisboa, 11 de abril de 2019), foi uma cantora portuguesa, conhecida pelo single "Amor d'Água Fresca", que se tornou numa das primeiras figuras públicas portuguesas a assumir-se lésbica.  

## Biografia
Nasceu a 8 de junho de 1956, em Carregal do Sal, distrito de Viseu.
É na terra natal que descobre os primeiros acordes e durante a sua adolescência, participa em algumas peças de teatro, no colégio que frequenta, mas descobre que é na música que se projecta. Faz então as suas primeiras composições e em 1975 entra para a formação do grupo "Quinteto Angola" onde, com sucesso e alguma originalidade, dá voz às suas canções. Grava ainda dois EP para a editora Rádio Triunfo.
Torna-se conhecida do grande público em 7 de março de 1980, no XVII Festival RTP da Canção, quando apresenta o tema de sua autoria "Guardado em Mim" (com poema de Eduardo Nobre). Acaba por arrebatar o Prémio Revelação e fica no 8.º lugar. 
Ainda durante o ano de 1980 editou o single "Pássaro Doido" e o single "Há Sempre Música Entre Nós" é lançado em 1981.
Concorre ao Festival RTP da Canção de 1982 com as canções "Em Segredo" e "Gosto do Teu Gosto", alcançando o 6.º lugar. Dá voz a um dos temas principais da primeira telenovela portuguesa "Vila Faia", da autoria de Rosa Lobato de Faria e Vítor Mamede. Grava o single "Pérola, Rosa, Verde, Limão, Marfim" em 1983.
Colabora com Carlos Paião no tema "Quando as Nuvens Chorarem", lançado em 1988, e na peça de teatro do Novo Grupo na peça "Ouçam Como Eu Respiro".
Conhece Luís Oliveira em 1990, que vem a ser o produtor do disco "Aqui e Agora", lançado no ano seguinte. É neste álbum que inicia a parceria com Rosa Lobato de Faria e João Falcato. Destacam-se os temas "Acordei o Vento", "Suco Açúcar", "Por Alto Mar" e "A Cor da Vida".
Em 1992, vence o Festival RTP da Canção, com "Amor d'Água Fresca" (poema de Rosa Lobato Faria), mas consegue apenas o 17.º lugar no Festival da Eurovisão desse ano, realizado em Malmö, Suécia.
Em 1993, regrava vários dos seus temas no álbum "Guardado Em Mim", que inclui ainda dois temas inéditos. O concerto que consagra os quinze anos de carreira é realizado no Teatro da Trindade.
Em 1995, escreveu o hino do CDS-PP - então liderado por Manuel Monteiro - para as eleições legislativas de 1995, a convite do líder do partido. Mais tarde, comporia o hino de um partido fundado por Monteiro, o Partido da Nova Democracia.
Em 1996 grava o álbum de inéditos "Sentidos", editado em 1997. Este disco conta com várias colaborações com Rosa Lobato Faria. Faz incluir, em 1998, dois temas seus, "Vitorina" e "Aguarela de Junho", na banda sonora da telenovela "Os Lobos".
Em maio de 2001, é convidada pela Produtora NBP a compor para a banda sonora da telenovela "Filha Do Mar" e vê um tema seu e de Ana Zanatti ser escolhido para o genérico.
Em 2002 compôs alguns temas para a telenovela "Sonhos Traídos".
Em 2008 é editado o álbum "Da Cor da Vida", uma colectânea com 18 êxitos da cantora e dois inéditos.
Comemora os seus 30 anos de carreira com um concerto no Jardim de Inverno do Teatro São Luiz, em Lisboa, no dia 26 de setembro de 2009.
Em 2016 são realizados concertos de homenagem à cantora, com a participação de nomes como Ana Bacalhau, B Fachada, Best Youth, Da Chick, D'Alva, Márcia, Mitó, Samuel Úria e Tochapestana.
Desde 2006, sofria de fibrose pulmonar, o que a impedia de cantar e levou ao fim da sua carreira em 2016, e faleceu no Hospital Pulido Valente, em Lisboa, a 11 de abril de 2019. Tinha 62 anos.

## Discografia

### Álbuns
- Dinamite (Dina) (LP, Polygram, 1982)
- Aqui e Agora (LP, UPAV, 1991)
- Guardado em Mim (CD, Vidisco, 1993)
- Sentidos (CD, Ovação, 1997)
- Guardado em Mim 2002 (Compilação, Vidisco, 2002)
- Da Cor da Vida (CD, Farol, 2008)

### Singles
- Guardado em Mim (Single, Polygram, 1980)
- Pássaro Doido/Amar Sem Aviso (Single, Polygram, 1980)
- [Há Sempre Música Entre Nós/Retrato (Single, Polygram, 1981)
- Conta Comigo/Pérola, Rosa, Verde, Limão, Marfim (Single, Polygram, 1983)
- Amor d'Água Fresca (Single, UPAV, 1992)

### Colectâneas
- Vila Faia (1982) - Aqui Estou (tema de Joana)
- Telhados de Vidro (1993)
- Os Lobos (1998) - Vitorina/Aguarela de Junho
- Filha do Mar (2001) - Que É de Ti / Lençóis de Vento
- Sonhos Traídos (2002) - Dura de Roer / Deixar-se Ir